# Oxyrhachis gibbula
Oxyrhachis gibbula är en insektsart som beskrevs av Melichar. Oxyrhachis gibbula ingår i släktet Oxyrhachis och familjen hornstritar. Inga underarter finns listade i Catalogue of Life.